# Parque Nacional Taroko

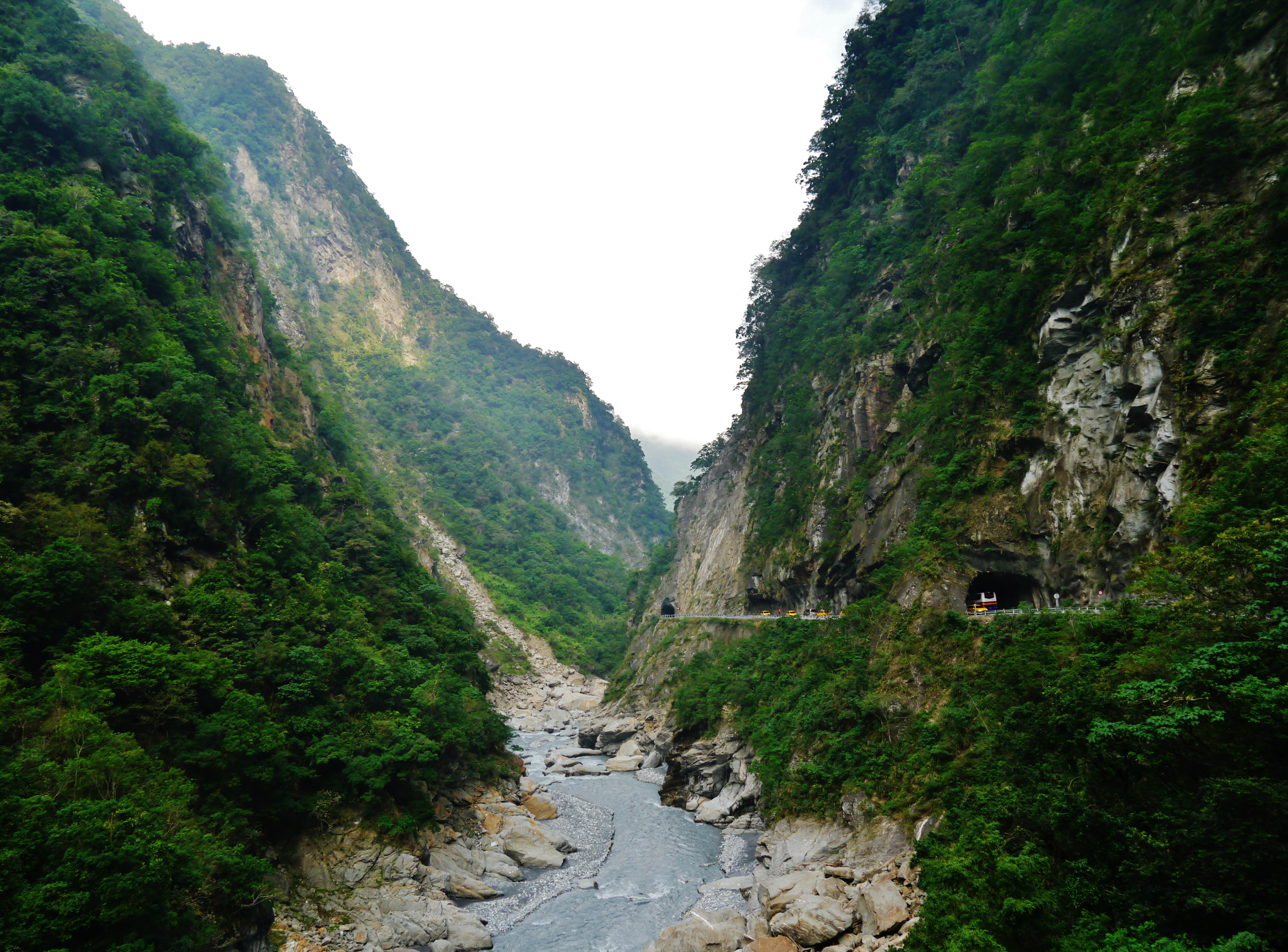
Cânion Taroko, localizado no parque nacional de mesmo nome

O Parque Nacional Taroko é um dos nove parques nacionais de Taiwan, localizado na parte leste da ilha e norte da cadeia de montanhas central, entre os condados de Hualien, Taichung e Nantou. Foi estabelecido em 28 de novembro de 1986 e estende-se por 920 km2, sendo 36 km de norte a sul e 42 de leste a oeste. O parque consiste principalmente de elevações acima de 2 mil metros, com picos acima dos 3 mil metros, e que se caracterizam pela formação de enormes cânions que abrigam uma variedade imensa de vegetação e vida selvagem. O povo indígena Taroko habitou o parque, e foram encontrados sítios pré-históricos no local.

## Relevo e clima
Levantamento tectônico, seguido por erosão causada pelo rio Liwu, causou a variação topográfica presente no parque atualmente: paredes de centenas de metros de altura formam enormes cânions. Metade to território do parque é formado por elevações de 2 mil metros de altura ou maior, e há um número de picos acima de 3 mil metros, dentre os quais pode-se destacar Zhongyangjian, Qilai e Nanhu. O clima do parque é influenciado principalmente pelo relevo. A temperatura média em Hualien é de 23,7°C e aumento conforme a altitude aumenta: seguindo a rodovia que corta o parque, a mil metros de elevação a temperatura média é de 17,5°C, a 2 mil metros é de 12,5°C e a 3 mil metros a média é de 7,7°C, constantemente registrando temperaturas abaixo de zero durante janeiro e fevereiro. Precipitação anual é de 2.000 mm em média, variando de acordo com a altitude. Tufões ocorrem principalmente no oeste do parque, e podem causar deslizamentos de terra quando ocorrem entre julho e setembro.

## Biodiversidade
Até o momento, foram recordados no parque 152 espécies de aves, incluindo 14 endémicas a Taiwan, 15 espécies de anfíbios, 302 espécies de borboletas, 46 espécies de grandes mamíferos, 35 espécies de répteis e 21 espécies de peixes de água doce. Todos os tipos de vegetação de Taiwan são representados no parque, exceto por vegetação e florestas costeiras e vegetação de outras ilhas. De acordo com investigações preliminares, há mais de 2.093 espécies de plantas vasculares nativas no parque, 132 das quais raras ou ameaçadas. O relevo influencia a fauna e flora intensamente no parque.

## Cultura
O parque abriga 7 sítios pré-históricos, sendo o sítio Taroko o mais famoso desses e datando de há 2000 a 3000 anos. Os outros sítios pré-históricos são Buluowan, Xidagan, Batagan, Bulexengan, Tura-Sag e Xibao. Foram encontrados nesses sítios fragmentos de cerâmica, machados de pedra, rodas de fiar de pedra e ferro. A tribo Taroko, uma das 14 tribos aborígenes de Taiwan, habitava o parque desde entre 1680 e 1740. Foram descobertas 79 vilas habitadas pela tribo Taroko no vale do riu Liwu.